# Meili
Meili ("lijepi") je nordijski bog, sin boga Odina. On je brat boga Tora, pa je prema tome najvjerojatnije sin božice-divice Jord.
Meili je spomenut samo jedanput u Starijoj edi - tamo Tor sebe opisuje kao Meilijevog brata. U Mlađoj edi je Tor spomenut kao Meilijev brat, te je smješten na popis Odinovih sinova.